# Джузепе Молайони
Йосиф Молайони или Джузепе Молайони е никополски епископ през XIX в., преместил местопребиваването на никополския епископ в България и подел строителството на масивни църковни сгради из епархията.

## Биография
Йосиф Молайони е ръкоположен за епископ в Рим през 1825 г.
Сравнително по-продължителният срок на неговото служене му позволил да проведе линията на една по-последователна политика:- положил старания да дисциплинира свещенството, воювал със суеверията на пасомите си, работел усърдно за облагородяване на нравите им, подел строителството на масивни църковни сгради из епархийските села.
Местопребиваването му в началото било в Букурещ. След 1838 г. се настанил в Белене, където преживял двете големи чумни епидемии от 1830 и 1834 г.
През 1847 г. епископ Молайони заминал за Рим и се отказал от епископството си. Починал на 17 юли 1859 г.